# Мусієвка
Мусі́євка — орнітологічний заказник місцевого значення в Україні. Розташований на території Ружинського району Житомирської області, на північ від села Мусіївка. 
Площа 243 га. Статус присвоєно згідно з рішенням 11 сесії 23 скликання облради від 29.11.2001 року (площа 45,0 га: Ружинське лісництво, кв. 77). Рішенням XII сесії Житомирської обласної ради VI скликання від 22.11.2012 року № 718 «Про створення нових і зміну меж існуючих об'єктів природно-заповідного фонду місцевого значення» розширено межі заказника на 198 га за рахунок кварталів 73, 74, 75, 76, 78 і 79 Ружинського лісництва. Перебуває у віданні ДП «Попільнянське ЛГ». 
Статус присвоєно для збереження лісового масиву з дубово-грабовими насадженнями (віком 130 років) як місця мешкання колонії чаплі сірої (80 гнізд).